# Божественная простота
Боже́ственная простота́ — один из божественных атрибутов, в теистических учениях обозначающий, что Бог есть абсолютно простое существо, в котором совершенно отсутствует какая-либо физическая или метафизическая сложность. Впервые понятие о божественной простоте появилось в древнегреческой философии, учение о ней развивали Платон, Аристотель и Плотин. От них концепцию позаимствовали латинские и греческие Отцы Церкви, пытавшиеся связать её с догматом о Троице.
Проблема божественной простоты подробно изучалась в схоластическом богословии, где понималась как эквивалентность тождественности Бога любому из своих атрибутов (всеведению, вечности, всемогуществу и другим). Большинство схоластов соглашалось с тем, что Бог не может иметь каких-либо частей или акцидентальных свойств. Учение о божественной простоте является непосредственным следствием представления о самодостаточности Бога. Согласно Августину и Ансельму Кентерберийскому, поскольку зависимость от чего-либо является несовершенством, Богу должна быть присуща самодостаточность, то есть его бытие проистекает из самого себя (лат. a se). Простота активно обсуждалась в период тринитарных споров IV века. Никейские богословы Маркелл Анкирский, Афанасий Великий, Иларий Пиктавийский, Григорий Нисский и Григорий Богослов предложили различные способы обоснования равенства лиц Троицы с сохранением её простоты. В схоластической философии различие между божественными атрибутами было объявлено мнимым, следствием ограниченности человеческого мышления. Сложившееся к XII веку учение о простоте было суммировано Петром Ломбардским в его «Сентенциях». В XIII веке был поставлен вопрос о том, как соотносится множественность атрибутов с простотой Бога. К середине столетия выделились три основных подхода, принадлежавшие Фоме Аквинскому, Дунсу Скоту и Уильяму Оккаму. В 1215 году догмат был официально признан Католической церковью. В раннем реформатском богословии к проблеме обращались Филипп Меланхтон, Жан Кальвин, Джироламо Занчи, Амандус Поланус. Учение о божественной простоте было широко распространено в византийском богословии и в конечном итоге стало общепринятым. Свою законченную форму оно приняло в XIV веке у Григория Паламы. В исламской и еврейской философии и богословии простота, как правило, признавалась, а её обсуждение велось в рамках полемики с христианским догматом Троицы.
В рамках аналитической философии неоднократно предпринимались попытки анализа проблемы божественной простоты, с точки зрения как вызываемых ею противоречий в христианском богословии, так и общих логических противоречий. К последним относят контринтуитивный характер концепции, не позволяющий представить, каким образом Бог может обладать чертами личности и в то же время быть абстрактным понятием (атрибутом). Среди сторонников данной концепции обсуждаются в основном две её основные формы. Строгая версия божественной простоты исключает какое-либо различие в божестве и признаёт всё в Боге Богом и Богом всё, что он имеет. Альтернативой является ослабление тезиса идентичности Бога его атрибутам за счёт различных допущений: признание Бога экземпляром своих свойств, постулирование гармоничного единства в Боге его атрибутов или просто отсутствие в нём пространственных или временны́х частей.

## В античной философии

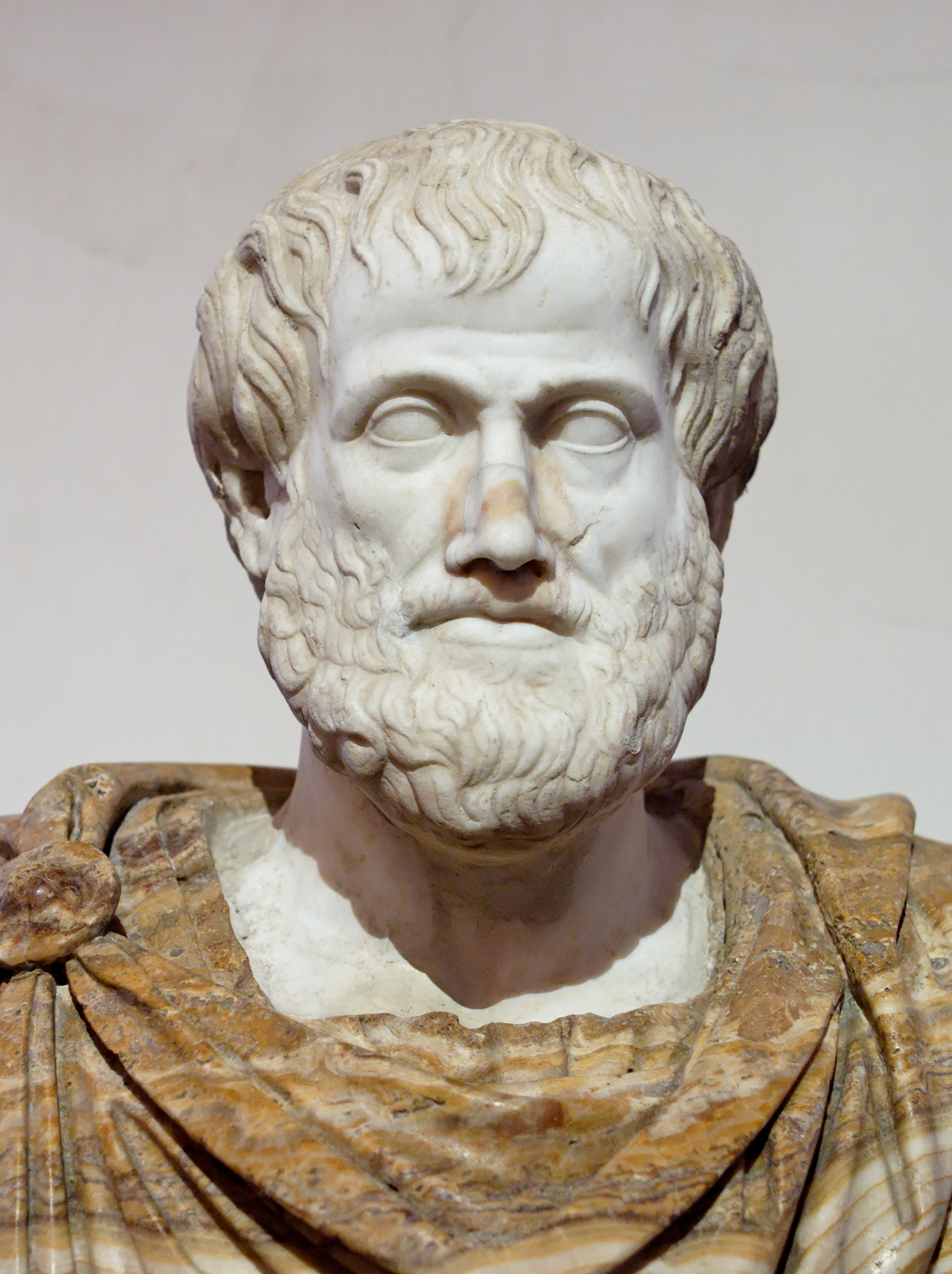
Бюст Аристотеля. Римская копия греческого бронзового оригинала (после 330 г. до н. э.). Автор оригинала — Лисипп

Представление о единстве первоначал в древнегреческой философии не разделялось всеми школами мысли, и, как отмечал Аристотель, «одни признают лишь одно начало, другие — несколько». По мнению Стагирита, первым идею божественной простоты высказал Анаксагор, полагавший, что «ум ничему не подвержен и ни с чем другим ничего общего не имеет». Согласно американскому философу Алвину Плантинге, идея божественной простоты возникла несколько ранее и восходит к представлению Парменида о реальности как о недифференцированном пространстве (лат. plenum). Парменидовское «Сущее» (ἐόν) единое, неделимое, сплошное, целое, непрерывное и совершенное, «подобное глыбе прекруглого шара» (εὐκύκλου σφαίρης). Хотя Платон своей теорией идей ввёл в понятие единого Сущего идеальную множественность, описанную им в «Государстве», идея блага у него рассматривалась как наивысшая, а потому единственная в своём роде идея, которая по своему превосходству находится «по ту сторону бытия (ἐπέκεινα τῆς οὐσίας), превышая его достоинством и силой». В диалоге «Парменид» говорится об абсолютно простом едином, не имеющем частей и ни с чем не соотносимым, о котором можно лишь сказать, что оно единое. В едином, как и в благе, совпадают субъект и его единственный предикат. В «Метафизике» Аристотеля сущность (οὐσία) Первоначала состоит в его мышлении (νόησις), которое вечно находится в состоянии актуальности (ἐνέργεια). Это есть «первая сущность, простая и существующая в действительности», она же является Умом, который мыслит сам себя, и Богом, жизнь которого состоит в деятельности мышления.
Дальнейшее развитие идеи простоты Первоначала происходило в трудах средних платоников (Филон Александрийский, Нумений, Алкиной и др.), у которых первый или высший Ум и Бог обладает единством и простотой, в то время как второй Бог, или Ум-Демиург, представляет собой идеальную множественность наряду с субстанциальным единством. У Филона греческое учение о бестелесном боге было дополнено библейскими идеями о неподобии Бога своему творению, из чего вытекала его простота, понимаемая как отсутствие внутренних различий. Как источник бытия, он выше бытия и не имеет формы, и, как следствие, у него нет имени в собственном смысле. Ученик Валентина гностик Птолемей в своём Письме к Флоре рассматривал проблему происхождения божественного закона с учётом того, что данный в Ветхом Завете закон не совершенен. Разделяя божественный принцип между Богом-Отцом, его противником и посредником между ними, он утверждает, что только последний может быть автором закона. В отличие от посредника, Отец прост и целостен, он не может устранить противоречие между пространством чистого света и материальным миром. Сходные взгляды высказывал Нумений, согласно процитированному Евсевием Кесарийским утверждавший, что «первый бог, сущий в себе, прост, целен и неделим. А второй и третий бог — един. Однако, соединившись с материей, являющейся двоицей, он, с одной стороны, привносит в неё единство, а с другой — разделяется ею надвое в соответствии с её характером, страстным и переменчивым». Оба они считают простоту признаком высшей божественности, несовместимой с сотворением мира. Называя «невыразимым» «первый ум», неоплатоник Алкиной в X книге своего «Учебника платоновской философии» парадоксальным образом находит для данного третьего платоновского начала разнообразные определения. Он лучше ума и души, являясь причиной всего. Являясь причиной всякого блага, «он самый прекрасный, и предмет его мысли тоже самый прекрасный». В то же время он «не род, не вид, не различие», его свойства невозможно описать, у него нет частей, и он бестелесен. В дальнейшем такое сочетание положительных и отрицательных определений использовали для Бога как философы-платоники, так и христианские богословы.
Тщательно разработанную теорию божественной простоты приводит Плотин (ум. 270). Опираясь на идеи Анаксагора и Аристотеля, он отказывается от среднеплатонического отождествления Единого и Ума и определяет Единое через его простоту. Являясь Первоначалом, оно отлично от всего сущего, что возникло после него. Его простота делает его самодостаточным, «ведь то, что не есть первое, нуждается в том, что прежде него, а то, что не есть простое, нуждается в тех простых [элементах], которые [заключаются] в нём, чтобы оно могло возникнуть из них». Согласно Плотину, Единое просто не только физически, но и метафизически, и потому не определяется через что-то, не являющееся им самим. Единое неотличимо от своих действий и своей воли. Мировой Ум (Нус) сложнее, бытие и мышление в нём различны. В то же время мышление Ума, или его энергия, совпадает с самой его сущностью, а все содержащиеся в Уме умопостигаемые идеи тождественны своей сущности. Понятие простоты Бога у Плотина связано с возможностью его познания. В отличие от последующих христианских мистиков, полагавших, как Дионисий Ареопагит, Бога абсолютно непознаваемым по своей природе, препятствием к познанию Бога у Плотина является удалённость познающего субъекта от единства. Таким образом, следует идти экстатическим путём, путём соединения, в котором познающий всецело поглощается объектом своего познания и составляет с ним одно целое, где всякая множественность исчезает, где субъект больше не отличается от объекта своего познания. К Богу, как полагает Плотин, применимы различные словесные определения. О нём можно сказать «Благой» или «Прекрасный», но не верно назвать его «всемогущим», поскольку с миром связан только низший член плотиновской Троицы, Мировая душа. Ещё более определённо высказывался в V веке неоплатоник Прокл Диадох: «всё божественное первично и в высшей степени просто, и потому оно в высшей степени самодовлеюще».

## В святоотеческой традиции

### В латинском богословии
В полемике первых веков христианства споры о простоте Бога возникали в различных контекстах и происходили с использованием понятийного аппарата античной философии. По мнению американского историка Эндрю Рэдда-Голлвица (Andrew Radde-Gallwitz), через постулат о простоте и внутренней непротиворечивости Бога решался поднятый Маркионом вопрос о том, от чьего лица ведётся повествование и о ком говорится в Ветхом завете. Тертуллиан, опровергая «доброго» Бога Маркиона, утверждал, что не может быть благ Бог, в котором есть лишь свойство благости. Опровергая гипостазировавших отдельные божественные атрибуты гностиков-валентиниан, Ириней Лионский в своём трактате «Против ересей» утверждал, что в отличие от людей, которые «по природе сложны и состоят из тела и души», Бог «прост, несложен (simplex et non compositus), равночленен, всегда Себе равен и подобен, весь будучи разумение, весь дух, весь мысль, весь чувство, весь разум, весь слух, весь глаз, весь свет и весь источник всякого блага». Составленному из атомов богу стоиков Ориген противопоставлял «неизменного, нетленного, простого, несложного и неделимого» Бога Писания.
В доникейском богословии простота и единство приписывались лишь Богу Отцу, тогда как Сын-Логос описывался как идеальная множественность при одновременном субстанциональном единстве. Наиболее показательны в этом отношении представители ранней Александрийской школы. Климент Александрийский полагал простоту Бога Отца абсолютной, находящейся за пределами понимания и научного знания. Согласно принципам его эпистемологии, «истина зиждется на четырёх основаниях: на ощущении, разумении, знании и гипотезах». Однако «рассудок имеет дело только с изменчивым», и «только благодаря вере можно прийти к постижению начала всех вещей непосредственно». Таким образом, научное знание не применимо к «невыразимому» Богу, простота которого излагается у Климента в духе отрицательного богословия Алкиноя и понимается как отсутствие частей. Ссылаясь на платоновский диалог «Парменид», богослов говорит, что никакими словами нельзя выразить свойства Бога. Только Бог-Отец абсолютно прост, тогда как Сын-Логос-«умопостигаемая монада» является источником познаваемых человеком идей, что не совместимо с простотой. Учение Климента кратко суммирует Ориген: «Бог совершенно един и прост. Спаситель же наш из-за множественности [творений] … становится множеством [вещей] или даже, возможно, всем тем, в чём нуждается от Него всякая тварь, могущая быть освобождённой». Также Ориген часто описывает Сына через некоторую самопредикацию основных божественных атрибутов, называя его «самой по себе Премудростью» (αὐτοσοφία), «самим по себе Разумом/Словом» (αὐτολόγος), «самой по себе Истиной» (αὐτοαλήθεια), «самой по себе Праведностью» (αὐτοδικαιοσύνη) и т. п. Это означает, что каждым из атрибутов Сын обладает не по причастию (κατὰ μέθεξιν), как тварные существа, а по природе, в то время как Бог Отец является их трансцендентным первоисточником, находясь даже «по ту сторону сущности» (ἐπέκεινα οὐσίας). В посленикейский период такая терминология была отвергнута как ведущая к монархианским ересям; из православных богословов её развивал Маркелл Анкирский.
В период после Никейского собора 325 года, в ходе последовавших за ним споров, основным и принципиальным вопросом стало отражение парадоксального единства лиц Троицы. Как отмечает католический исследователь Льюис Эйрс, для никейских богословов из идеи трансцедентной простоты следовала возможность высказывать о Боге только аналогически. Никейцы не выработали единого языка для описания простоты, но использовали её с одними и теми же целями. В середине IV века латинский богослов Иларий Пиктавийский учил, что Бог един и не имеет различий (unum et indifferens), что в нём нельзя провести различие между «природой» (natura) и «принадлежностью природы» (res naturae). У Илария впервые высказывается мысль о том, что простота Бога означает не только тождество Бога и его атрибутов, но и тождество атрибутов между собой. Тогда же, также в контексте спора с арианами, своё учение о метафизической простоте Бога создал христианский философ Марий Викторин. У него впервые был сформулирован один из основных принципов доктрины, что в Боге сущность тождественна Бытию: «у Бога бытие есть Его сущность» (esse illi substantia sua). По мнению Викторина, в Боге есть только субстанция без акциденций, которую он называл «субсистенция» (subsistentia).
Учение Викторина развили Августин и Боэций. О своей возникшей в молодости приверженности учению о простоте и неизменности Бога, неприменимости к нему аристотелевских категорий Августин сообщает в своей «Исповеди». В трактате «О Троице» богослов опровергает «махинации» ариан, приписывавших Богу Отцу одни акциденции, например, нерождённость, а другие Сыну (рождённость). Из разницы в атрибутах ариане выводили различие по сущности. Согласно Августину, это не так, и все божественные проявления равны: «ибо если в Нём любовь менее велика, нежели премудрость, то и премудрость возлюблена менее того, что она есть; следовательно, любовь равна настолько, насколько должна быть возлюблена премудрость». Августин, с одной стороны, утверждает, что в Боге совпадают бытие сущностное (esse=essentia=οὐσία) и бытие самостоятельное (ипостасное, subsistere=substantia=ὑπό-στᾰσις), а с другой стороны, что последнее не соотносится в Боге с понятием Лица, как это было у каппадокийцев. Основанием для такого утверждения Августина является восходящее к Марию Викторину убеждение, что в Боге, как абсолютно простом и первичном Существе, сущность должна быть тождественна со свойствами, действиями и проявлениями. В позднем трактате «О граде Божьем» Августин сформулировал учение о божественной простоте следующим образом: «Бог потому называется простым (simplex), что то, что Он имеет, есть Он Сам (quod habet hoc est)». Из такого определения вытекала доктрина тожества Бога его атрибутам, сходная с евномианской. В отличие от последних, Августин рассматривал личные имена Отца и Сына («Нерождённый» и «Рождённый») не как субстанциальные, а как относительные (relativum), поскольку отношение является единственной из десяти категорий, которая может высказываться о Боге, не совпадая с ним по сущности. В дальнейшем подход Августина развивали Пётр Ломбардский, Фома Аквинский и реформатские схоласты.
Как отмечает американский философ Брайан Лефтоу, теория Боэция о связи божественной простоты и вечности является развитием идей Плотина. Боэций учение о простоте с философских позиций объяснял в трактате «О седьмицах». Своё обоснование он построил в математическом стиле, отталкиваясь от «всеобщих понятий ума», предпослав своим рассуждениям набор аксиом. Согласно одной из них, «разные [вещи] — быть и то, что есть» (diversum est esse et id quod est), что подразумевает различение между «сущностью» и «существованием». Сущность может быть причастна чему-то, но не существование. То есть Боэций отрицает возможность существования быть предикатом, хотя и не исключает возможности самопредикации. В отличие от сущностей, бытие не может быть составным («бытие не имеет в себе ничего другого, кроме себя самого»). Далее философ проводит различение между акцидентальным и субстанциональным по линии «быть чем-то» и «быть чем-то по своей сущности». Наконец, из утверждения, что всё, что есть, причастно бытию, чтобы быть, и причастно чему-нибудь другому, чтобы быть чем-то, вытекало определение простого, как того, в чём его бытие совпадает с ним самим. В конце трактата он утверждает, что в «в Боге бытие (esse) и действие (agere) тождественны». Тождество esse и agere в Боге стало неотъемлемой частью средневекового учения о божественной простоте. В трактате «Утешение философией» римский философ прибег к образу концентрических колёс, вращающихся вокруг неподвижного центра, символизирующего высшую божественность и простоту провидения. Субстанции, находящиеся ближе к центру, «пребывая в непосредственной близости от высшей божественности, избегают изменчивости порядка судьбы». Таким образом, с учётом аргументов из «О седьмицах» учение Боэция предполагает единственность простой и вечной сущности, которой является Бог.

### В восточном христианстве и православии

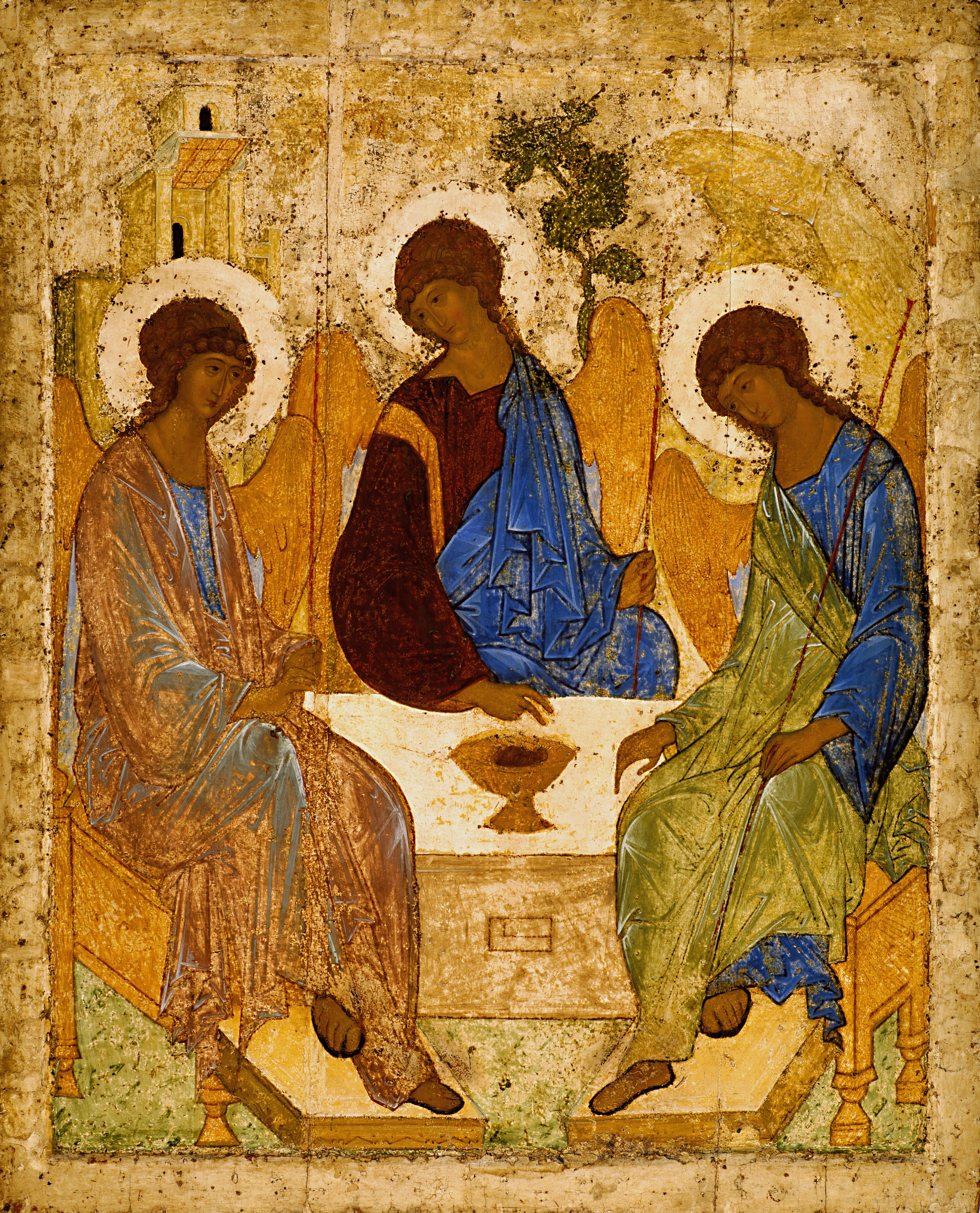
«Троица» Андрея Рублёва

В восточном христианстве с конца IV века догмат о божественной простоте не подвергался критике. По утверждению современного православного богослова Дэвида Харта, представление о метафизической простоте Бога является традиционным мнением. Признавать противоположное означало бы отрицать реальность Бога, однако в различных школах и традициях оно объясняется различно. Архиепископ Василий (Кривошеин) называет его основополагающим догматом Церкви, признаваемым даже людьми «с самым заземлённым умом».
В православном богословии не была принята философская концепция Августина, отождествляющая сущность Бога с его свойствами. По мнению И. В. Попова, такое уравнивание отражает абсолютную непреодолимость и непознаваемость божественного бытия. Полемизируя с язычниками, Афанасий Великий писал, что Бог христиан, в отличие от богов язычников, «есть целое, а не части; Он не из различных составлен вещей, но Сам есть Творец состава всякой вещи». Таким образом, характеристики Бога определялись в положительных терминах, а не через отсутствие или отрицание присущих конечным существам свойств. В ходе арианских споров проблема божественной простоты возникла при обсуждении онтологического статуса второго лица Троицы, его тождества или различия по природе Отцу. Необходимо было прояснить, относится ли атрибут «нерождённость» к ним обоим, или не следует ли из существования различия между лицами Троицы возникновения в божестве сложной структуры. По мнению Афанасия, наличие у божественного разума Логоса не приводит к возникновению сложных отношений. В наиболее полном виде его позиция изложена в 22-й главе «Послания о постановлениях Никейского Собора», где он обосновывает, что в Боге, с одной стороны, нет акцидентальных предикатов, а с другой — субстанциональные предикаты не приводят к возникновению сложности: «Если же Бог есть нечто простое (как это и действительно), то явно, что, произнося Слово: Бог, и именуя его Отцем, не что-либо окрест Его именуем, но означаем самую Его сущность». Представитель аномейского направления арианства Евномий Кизикский признавал простоту лиц Троицы, но утверждал, что Троица в целом не проста, поскольку её члены не равны между собой. Принципиальное разделение между лицами Троицы он проводил через атрибут «нерождённость» (ἀγέννητος), тождественного, по мнению Евномия, сущности Бога и отсутствующего у Сына. Таким образом, у аномеев впервые появляется тезис о тождественности Бога одному из своих атрибутов.
Для великого каппадокийца Григория Нисского Бог не доступен познанию, превышая всякое разумение, и отождествлять то или иное понятие, как, например, нерождённость, с сущностью Бога было бы идолопоклонством. Тем не менее Григорий находил полезным учение о простоте божественной природы для полемики с Евномием. Называя взгляды своего оппонента внутренне противоречивыми, подразумевающими количественную иерархию в Троице, Григорий писал: «кто говорит, что в Божественном естестве заключаются меньшие и большие сущности, тот, сам того не примечая, доказывает, что Божество сложено из чего-то неподобного». В то же время, трактуя простоту, следовало избежать смешения ипостасей Троицы в одну, что было бы осуждённой в III веке савеллианской ересью. В своих произведениях он описывает природу Бога в следующих выражениях: Бог нематериален (ἄϋλος); Бог не имеет частей (ἀμερής); Бог не имеет совершенств «по приобретению» (ἐξ ἐπικτήσεως); Бог не имеет совершенств «по соучастию» (ἐκ μετουσίας); в Боге нет смешения (μίξις) или слияния качеств (συνδρομή), в особенности противоположных; в Боге нет степеней большего или меньшего (τὸ μᾶλλόν τε καὶ ἧττον). Григорий настаивает на том, что прилагаемые к Богу имена и свойства (ἰδίωμα) имеют отношение не к природе Бога, а к его энергиям (действиям, ενέργεια), в византийской традиции отличным от божественной субстанции. Как писал Василий Великий, «хотя действия [Бога] многообразны (αἱ μὲν ἐνέργειαι ποικίλαι), но Его сущность проста (ἡ δὲ οὐσία ἁπλῆ)».
В VIII веке Иоанн Дамаскин обобщил взгляды своих предшественников и сделал к ним некоторые добавления. В его концепции разделения всего существующего на изменчивое сотворённое и неизменное несотворённое идея простоты служила целям отделения Бога от сотворённого им мира. Бестелесное божество Дамаскина «беспредельное, и неограниченное, и не имеющее формы, и неосязаемое, и невидимое, и простое, и несложное». Останавливаясь отдельно на вопросе божественных атрибутов, Дамаскин называет «дело[м] крайнего нечестия» говорить о бессмертии, вечности и прочем как о существенных различиях в Боге. Наиболее точно его суть отражают адресованные Моисею слова «Я есмь Сущий» (Исх. 3:14). Если божественные эпитеты что-то и означают, то «или что-либо из сопровождающего Его природу, или — деятельность». Учение о божественной простоте было широко распространено в византийском богословии и в конечном итоге стало общепринятым. В XIV веке оно обсуждалось в ходе исихастских споров. Григорий Палама, встав на сторону афонских монахов в вопросе о способе совершения молитвы и происхождении Фаворского света, развил учение каппадокийцев о различии сущности и энергий. В своих «Триадах в защиту священно-безмолвствующих» он обосновал «нетварный свет» как божественную энергию, понимаемую как форму проявления Бога в мире. Отнесение энергии к «реальности» между божественной сущностью и сотворённым миром, по мнению Варлаама Калабрийского и Григория Акиндина, подрывало представление о божественной простоте. В своих дальнейших сочинениях Палама доказывал, что обладание множеством энергий не является признаком сложности. Как из четырёх стихий возникает разнообразие сил, так и Бог представляет собой единство во множестве. Простота не является сущностью Бога, а, скорее, божественной энергией.

## В Средние века

### В ранней схоластике

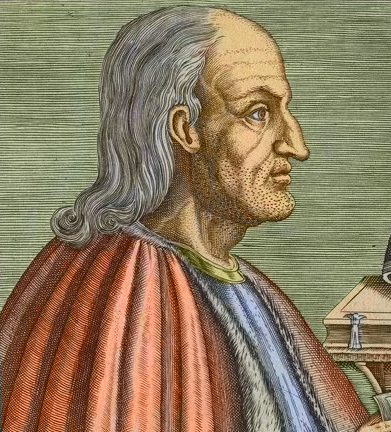
Ансельм Кентерберийский. Колоризированная гравюра конца XVI века

Заданное в святоотеческом богословии направление было продолжено Средние века схоластами, большинство из которых разделяло идею божественной	простоты. Согласно широко распространённому представлению, исходной предпосылкой рассуждений на Западе было единство Бога, из которого выводился догмат троичности. К концу Средних веков учение о Боге на Западе было хорошо развито как в апофатическом (via negationis), так и в катафатическом стиле (via eminentiae). Собранный в целях полемики о троичном догмате арсенал патристический и новой аргументации требовал систематизации, и первая со времён Августина попытка собрать её в целостное учение была в XI веке предпринята Ансельмом Кентерберийским. Согласно классическому разъяснению, приведённому в его «Монологионе» (1076), Бог в своём совершенстве должен быть простым, поскольку иначе бы зависел от своих частей. Если бы, например, о Боге, как о высшей природе, можно было бы сказать, что он праведен, то оказалось бы, что он причастен к качеству, то есть праведен через нечто иное, а не через себя. «Значит, поскольку правильно сказать, что высшая природа не „имеет праведность“, но „является праведностью“ (existit iustitia), то, когда она называется праведной, правильно мыслить её как являющуюся праведностью, а не имеющую праведность». Аналогичным образом, Бог есть «высшая сущность, высшая жизнь, высший разум (ratio), высшее спасение (salus), высшая праведность, высшая премудрость, высшая истина, высшая благость, высшая величина, высшая красота (pulchritudo), высшее бессмертие, высшая нетленность (incorruptibilitas), высшая неизменность, высшее блаженство, высшая вечность, высшая мощь, высшее единство». Но не правильным будет считать, что описанная таким образом высшая природа сложена из многих благ, «ведь всякое сложное нуждается для своего существования (ut subsistat) в том, из чего оно сложено, и этим вещам оно обязано своим существованием; ибо чем бы оно ни было, оно существует через них, а они существуют не через него; и потому сложное никогда не может быть высшим». Поэтому, «если эта природа ни в каком смысле не сложна и всё же всячески является этими столь многими благами, необходимо, чтобы они все были не многое, но одно». В «Прослогионе» (1077—1078) Ансельм утверждает, что «Ты есть жизнь, и свет, и мудрость, и блаженство, и вечность, и многие блага в этом роде, и все же Ты есть только одно и высшее благо, сам для себя вполне достаточный, ни в чём не нуждающийся, Ты, в Ком все нуждаются для бытия и благополучия». Опираясь на такое определение простоты, Ансельм обосновывает учение о Троице как «простого единства».
Убедительность учения Ансельма дала значительный перевес реалистам в их споре с номиналистами об универсалиях. Полемизируя с ранними номиналистами, свою теорию предикации и тождества предложил парижский схоласт Пьер Абеляр. Своих противников, отрицающих как абсурд чудо Троицы и доказывающих логическую несостоятельность попыток различить персонифицированную троичность в неделимой и бесформенной субстанции, Абеляр называет псевдодиалектиками. По его мнению, лица Троицы обладают различными свойствами: свойство Бога Отца не происходить от кого-либо, существовать самому по себе и вечно порождать совечного ему Сына; свойство Сына — быть вечно порождаемым, но не произведённым или сотворённым, Отцом; свойство Святого Духа — быть произведённым, но не сотворённым или созданным, Отцом и Сыном. Три ипостаси различны между собой как некто отличен от другого, не будучи различными нечто. Простота и неделимость троичности возникает в силу понимания различий лиц Троицы не по числу, а по «определению, понятому как свойство». Взгляды Абеляра были осуждены на Сансском соборе 1141 года. На развитие схоластического учения оказал влияние спор относительно идей ученика Ансельма Гильберта Порретанского (ум. 1154). В своих комментариях на Боэция он допустил, что сущность Бога отлична от его лиц, бытия и атрибутов — поскольку бытие отлично от сущности, даже в Боге, становится возможным различие между божественными атрибутами, между атрибутами и лицами Троицы, а следовательно и между ними всеми и божественной субстанцией. На Парижском соборе 1147 года учение о составной природе Бога было осуждено, но сам Гильберт избежал осуждения, поскольку смог доказать, что его учение не еретическое. В следующем году на соборе в Реймсе в присутствии папы Евгения III была принята формулировка Бернарда Клервоского о неотделимости Бога от его атрибутов и нераздельности атрибутов между лицами Троицы. Решением собора было подтверждено, что не может быть различения или подчинённости между Богом и идеей божественности, разделения между тремя лицами Троицы по существу или субстанции, разделения между Богом и его атрибутами и что, наконец, воплощение не разрушило божественное единство. Пётр Ломбардский включил раздел о божественной простоте в свои «Сентенции», важнейший учебник богословия в Средние века. Учение о божественной простоте стало частью католической догмы в 1215 году, когда Четвёртый Латеранский собор в связи с полемикой Ломбардца с Иоахимом Флорским постановил, что Бог является полностью простой субстанцией или природой (substantia seu natura simplex omnino). В таких же выражениях его подтвердил Первый Ватиканский собор. Начиная с Александра Гэльского проблема предикации божественных атрибутов прочно вошла в схоластическую философию.

### В исламской и еврейской философии
В исламе вопрос об божественных атрибутах (сифат) является спорным. Приверженцы буквальной традиции избегали философского обсуждения атрибутов Аллаха, за что оппоненты их обвиняли в приверженности ташбиху, то есть уподоблению Бога его творению. Проблематика божественных атрибутов вошла в исламскую философию через посредство ранних Отцов Церкви, а у Иоанна Дамаскина было воспринято деление атрибутов на ипостасные и природные. Основными направлениями дискуссии была полемика против христианского догмата о Троице и определение онтологического статуса атрибутов. Первоначальный перечень атрибутов («жизнь», «знание», «мощь») был позднее дополнен рядом других. С философской точки зрения учение о божественной простоте исследовали представители исламского диалектического богословия, калама. В целом, простоту поддерживали аристотелисты-фальсафа, тогда как богословы-мутакаллимы его обычно отрицали. Старейшая школа калама, мутазилиты, была основана в середине VIII века на идеях божественного единства и справедливости. По их мнению, атрибуты не являлись реальными сущностями, а представляли собой «модусы» (ахвал), занимая промежуточное положение между «реальным» и «концептуальным». Теория персидского философа Авиценны (ум. 1037) является частью его концепции единства и единственности Бога. Последнее означает, что не может быть двух богов, которые либо зависят друг от друга, или равны между собой или противоположны друг другу. Единственный Бог прост, что означает отсутствие в нём количественного, материального, формального или терминологического разделения. Авиценна отрицал наличие в Боге субстанции. До Авиценны аналогичных взглядов придерживался Аль-Фараби, а после — Аль-Газали. Как указывает Гарри Вольфсон, в конечном счёте теория Авиценны восходит к Аристотелю и Филон Александрийский. У него первого метафизика изложена через противопоставление не субстанции и акциденции, а сущности и существования (ens/esse). Аль-Газали критиковал теорию предикации Аль-Фараби и Авиценны, ведущую к слишком жёсткой концепции простоты Бога, исключающей в нём наличие реальных атрибутов. По мнению Аль-Газали, понимание Бога как необходимого бытия не исключает в нём родо-видового различия, а также различия между бытием и существованием. По мнению философа, ни простота Бога, ни его единство и бестелесность, не выводимы из необходимости его существования. Комментарии Аверроэса на «Метафизику» Аристотеля были крайне влиятельны в XIII—XIV веках, в 1220—1235 годах их перевели на латынь. Обсуждая проблему божественного знания, он критиковал античного комментатора Стагирита, Фемистия (ум. ок. 390), который полагал, что Бог знает все вещи индивидуально через знание самого себя как их первопричины. С точки зрения Аверроэса, такое объяснение нарушает божественную простоту, поскольку разделяет познающего и познаваемое в Боге.
До эпохи арабских завоеваний у евреев не было рационалистического систематического богословия. Единственным исключением можно считать Филона Александрийского, однако у него не было прямых продолжателей в еврейской философии. Под влиянием арабской культуры и на арабском языке создавали свои труды последователи еврейского калама. Еврейские диалектики развивали и использовали те же описательные приёмы, что и исламские мутакаллимы, обсуждали те же темы. Как и их арабские коллеги, еврейские мутакаллимы отстаивали идею единства и единственности Бога через обсуждение его атрибутов. Как правило, они отрицали самостоятельное существование божественных атрибутов и утверждали, что Бог находится в полном единении со своими знанием, мудростью, жизнью и т. д. Большинство современных исследователей согласны с тем, что первый средневековый еврейский философ Саадия Гаон (ум. 942) испытал влияние мутазилизма. В своей книге «Эмунот ве-деот» («Верования и мнения») Саадия критиковал различные формы многобожия, к которым относил тритеизм Иоанна Филопона (ум. 570), многообразные дуалистических секты, а также тринитарные взгляды христиан, как необразованных простаков, так и наиболее учёных богословов. Последние, по мнению Саадии, придерживаются не абсолютного, но лишь относительного единства Бога. В полемике с ними на основе ряда высказываний Библии еврейский философ изложил своё обоснование идеи об едином и абсолютно простом Боге. Его современник Давид ибн-Мерван Аль-Мокаммец, также в рамках тринитарной полемики, говорил об идентичности божественных жизни и мудрости Богу. Вслед за мутазилитом Ибрахимом ан-Наззамом он утверждал, что Бог жив не благодаря жизни, а самому себе. Сходным образом высказывались Самуил бен Хофни и Ниссим бен Яков. Из еврейских неоплатоников к проблеме божественных атрибутов обращался Бахья ибн Пакуда (ум. 1120), который разделял атрибуты сущностные и действенные. Первых всего три (существование, единство и вечность), и они не вызывают сложности в божестве, потому что являются краткой формулировкой отрицательных определений Бога: Бог не не существует, в нём нет сложности и он не сотворён. Йосеф Ибн Цаддик из Кордовы писал, что познание сущности Бога невозможно, и доказать можно лишь его существование. Бог пребывает вне пространства и времени, и даже называя его Единым мы не подразумеваем количество. Бог есть истинное единство, идентичное его сущности. Бог не отделим от своей сущности, а сущность от атрибутов.
Из еврейских аристотелистов первым божественные атрибуты рассматривал Авраам ибн Дауд (ум. 1180) из Аль-Андалуса. Своей задачей он видел согласование Торы с мнением «истинной философии» о том, что Бог един во всех аспектах, и что его единственность тождественна его сущности. Авраама не считают оригинальным мыслителем, и, в целом, он лишь пересказал концепцию Авиценны. Наиболее влиятельное обоснование божественной простоты в еврейской философии предложил другой аристотелист, Маймонид (ум. 1204). Согласно третьему из сформулированных им 13 принципов иудаизма, Бог бестелесен, и любые антропоморфические высказывания в Торе следует понимать аллегорически. В своём учении он также следует Авиценне и Аль-Газали, отрицая у Бога существование атрибутов определения и качества. В отличие от мутазилитов, Маймонид отрицал у Бога атрибуты отношения, постулируя несоотносимость Бога с чем-либо. Таким образом, к Богу применимы только атрибуты отношения. Имея в виду позицию Аль-Газали, в Мишне Тора Маймонид связывает идею единства Бога с его простотой: «Всевышний, благословен Он, знает Свою истинность так, как она есть; и знание Его не является чем-то внешним по отношению к Нему, как наше знание (ведь мы и наше знание — не одно и то же); но Создатель и Его знание, и Его жизнь — одно, с любой стороны и с любой точки зрения: ведь если бы Он жил жизнью и знал знанием, мы имели бы много Б-гов: Он, и жизнь Его, и знание Его; но это не так — Создатель един с любой стороны и всеми возможностями единства». В 58 главе «Путеводителя растерянных» философ доказывает, что существование как предикат не может быть приписано Богу, который «необходимо-сущ всегда, не подвержен изменениям и случайностям». К Богу также применимы утверждения общего отрицания, например, отсутствие незнания. Таким образом, нет никакой возможности постичь «Того, Кто свободен от всякой материи и прост абсолютной простотою».
После Маймонида в еврейской философии усилилось влияние Аверроэса. Во второй половине XIII века Ицхак Албалаг теорию о единстве в Боге знания, познающего и познаваемого дополнил учением об иерархии интеллектов. Каждому уровню соответствуют формы различной степени простоты, и сущность Бога является из них наиболее простой. Последним из значительных средневековых мыслителей к проблеме обратился Хасдай Крескас. Он проводил различие между непознаваемой сущностью Бога и его познаваемыми существенными атрибутами. Последние ни идентичны Богу, ни акцидентальны ему, но неотделимы от него как испускание света от Солнца. Такое различие не нарушает абсолютной божественной простоты. Не соглашаясь с Маймонидом и в целом отвергая аристотелизм, Крескас допускает положительные атрибуты и Бога и отвергает атрибуты отношения и действия.

### В высокой и поздней схоластике

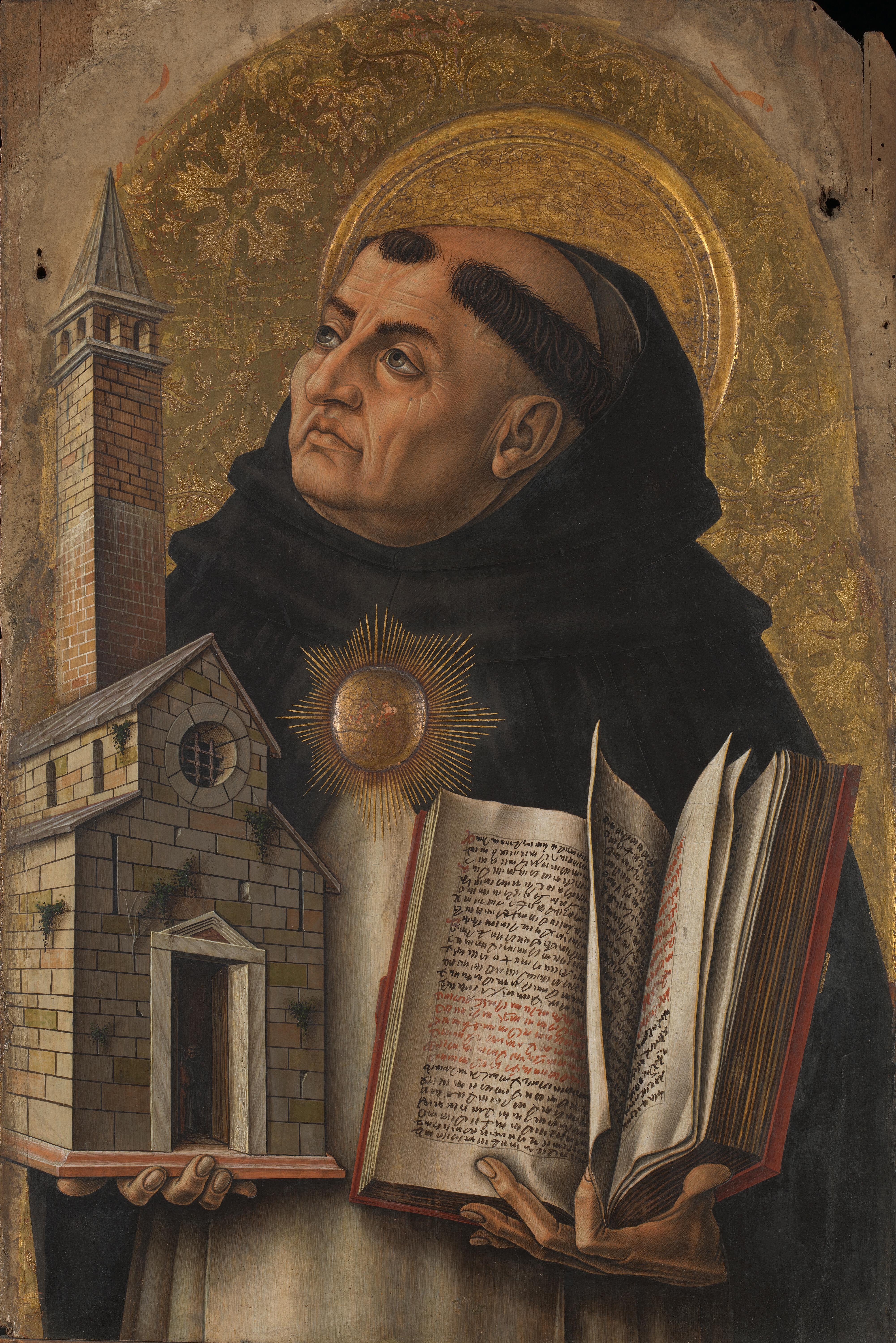
Фома Аквинский. Художник Карло Кривелли, 1476 год

В середине XIII века в схоластическом тринитарном богословии сформировалось два подхода, различающиеся способом объяснения сути различия лиц Троицы при их общем единстве. Один из них, основываясь на идее Аристотеля, что отношения не создают различия, постулирует, что Отец является Отцом, потому что его эманацией является Сын. Из Отцов Церкви такой точки зрения придерживался Августин, а в Средние века богословы «доминиканской» школы. Другая традиция («францисканская»), в основе своей платоновская, отталкивалась от способа приобретения бытия каждым из лиц Троицы: бытие Отца не имеет источника, Сын является первой эманацией и Святой Дух второй. Таким образом, в основе богословия доминиканцев лежало понимание различия в Троице через противопоставление её лиц, а францисканцы брали за основу способ их эманации.
Нормативную «доминиканскую» теорию божественной простоты сформулировал на фундаменте категорий Аристотеля Фома Аквинский. В «Сумме против язычников», отталкиваясь от теологии перводвигателя Аристотеля, Фома приходит к выводу о том, что Бог есть чистое действие (actus purus), и потому свободен от любой сложности и тождественен своей сущности; таким же образом просты и ангелы. Только Бог прост через тождественность своему бытию (esse), понимаемому не как всеобщее бытие, что вело бы к пантеизму, а «всецелой силе бытия» (tota virtus essendi). Простоте посвящён вопрос 3 «Суммы теологии» Фомы. Вначале он показывает бестелесность Бога на основании того, что он, как первопричина, неизбежно актуален и не может быть потенциален. Телесность же потенциальна, поскольку предполагает возможность деления. Далее он утверждает, что Бог, как первый действователь, есть форма своей же субстанции, и потому не состоит ни из материи, ни из формы. Бог есть чистое бытие (ipsum esse) и совпадает со своей сущностью, поскольку природа и сущность отличаются от субстанциальной формы только для материальных вещей. В результате, «так как Бог не состоит из материи и формы, Он необходимо есть Своя собственная божественность, Своя собственная жизнь и всё прочее, что подобным же образом предицируется Ему». В том же вопросе Фома доказывает совпадение в Боге сущности и существования, непринадлежность Бога ни к какому роду, отсутствие в нём каких-либо акциденций и, наконец, его абсолютную простоту. В завершение рассмотрения вопроса Фома заявляет, что «всё составное вторично по отношению к составляющим его частям и зависит от них. Но Бог есть первое сущее, как показано выше [а значит он ни от чего не зависит]». В то же время Фома не считает, что из сказанного следует отсутствие в Боге различий. В конце концов, отрицание реальных различий (trinitas realis) между лицами Троицы ведёт к ереси савеллианства. Из простоты Бога Фома выводит божественную вневременность, поскольку из простоты следует несоотносимость Бога с любым моментом времени. В отличие от Августина, Фома рассмотрел и ответил отрицательно на вопрос о том, являются ли имена Бога синонимами. В результате, согласно Фоме, простота означает не отсутствие в Боге любых различий, но отсутствие таких различий, которые ведут к его пониманию как составного.
Важнейшими представителями «францисканской» школы считаются Бонавентура, Генрих Гентский, Дунс Скот и Пётр Ауреоли. Согласно Бонавентуре, сущностью простоты (simplicitas) является то, что она сообщаема (communicabilis). Она является высшей актуальностью, которая включает в себя распространение и сообщение между собой трёх лиц божества. В конце XIII века в полемике Генриха Гентского с Годфридом де Фонтеном о том, возможно познание Богом всего многообразия своих совершенств простым актом через созерцание своей природы, или же через соотнесение с сотворённым миром. Согласно Годфриду, не может быть никакого различия в уме без некоторого воспринятого интеллектуально соответствия среди реальных вещей, существующих вне ума познающего субъекта. Генрих, в свою очередь, признавал «интенциональное» различие, промежуточное между реальным и чисто мысленным, потенциальное до акта мышления и становящееся актуальным только в уме, постигшем одну интенцию обособленно от другой. Познание через реальное различие Богом он полагал невозможным, поскольку оно бы требовала наличия в простом объекте различных модусов обладания (modum habendi). Атрибуты в таком случае предицируются Богу по подобию и совершенству, поскольку имеют подобие в созданиях. В простом Боге, согласно Генриху Гентскому, существует не только реальное тринитарное различие, но и реальное различие между атрибутами. Такой подход показался неприемлемым Дунсу Скоту, поскольку он переносил различие на тварную сторону и не указывал на источник различия в божественной субстанции. Теория формального различия Скота в большей степени относилась к описанию различий между божественными атрибутами, нежели простоте как таковой. Не считая божественные совершенства различными реально, он постулировал различия, существующие до всякого познания (лат. distinctio in re ante operationem intellectus). Простота предполагает выполнение трёх условий: отсутствие составности в сущности, количественной сложности и акцидентальной составности. Все прочие виды сложности не мешают божественной природе быть простой. В отличие от Фомы, основным для «тончайшего доктора» является бесконечность божества, его бытия и совершенств, а простота является их следствием. Определение Скота не требует тождественности Бога своим атрибутам и атрибутов между собой. Ауреоли не согласился со Скотом в допустимости использования аппарата формального различия для обоснования божественной простоты. По его мнению, невозможно никакое различение, основывающееся на природе вещей (ex natura rei). Отказавшись от концептуальных и формальных различий, философ допустил только семантические различия. Уильям Оккам не согласился со Скотом и полагал, что любое различие в божественных атрибутах вне ума познающего приводит к сложности в божестве. В реальном смысле божественные атрибуты являются совершенствами, столь же реальными, как сам Бог, таких совершенств, согласно Оккаму, существует только одно, идентичное божественной сущности. С другой стороны, понимаемые как предикаты, атрибуты являются лишь концепциями (мыслями о реальности) в разуме познающего, и вопрос о простоте решается в зависимости от приписываемого концепциям способа различения, рационального или реального. Позиция Оккама, что концепции надо понимать как реальные качества ума познающего субъекта, и потому атрибуты имеют реальное бытие и реально различны между собой и от божественной субстанции. Теорию Оккама о различении между реальностью, то есть Богом, и мыслями о реальности, критиковал канцлер Оксфорда Джон Латрел, вначале лично, а затем в составе папской комиссии. Хотя комиссия настаивала на строгом соответствии между реальностью и пропозициями относительно неё, учение Оккама никогда не было официально осуждено. Из его сторонников известны доминиканец Роберт Холкот и Марсилий Ингенский.

## В протестантизме
Богословы ранней Реформации заимствовали идеи Отцов церкви и схоластов, адаптировав их к своим учениям. Филипп Меланхтон включил рассмотрение божественной простоты в поздние издания своих «Общих мест». По его мнению, божественные атрибуты не являются акцидентальными или изменяемыми вещами, но самой сущностью, субстанциирующей саму себя. Взгляды Меланхтона были распространены среди лютеран до начала XVII века. Жан Кальвин в «Наставлениях» через идею простоту обосновывал единство субстанции лиц Троицы («Когда мы заявляем, что веруем в единого Бога, то подразумеваем одну простую Сущность, выраженную в трёх Лицах, или ипостасях», I.xiii.20). Хотя Кальвин не проявил интереса к дальнейшим размышлениям о божественной простоте, он полагал её необходимой для христианского понимания Бога. В дальнейшем протестанты продолжали придерживаться идеи божественной простоты, в разные периоды по-разному понимая отдельные нюансы догмата. Среди протестантов XVI—XVII веков не было согласия ни в целом по концепции божественных атрибутов, ни в понимании божественной простоты. В реформатском богословии простоту, наряду с единственностью, неизменностью и вечностью относят к непередаваемым или природным качествам Бога. Для периода ранней реформатской ортодоксии (ок. 1565—1640) характерны значительные заимствования из наследия Фомы Аквинского или более поздних католических богословов. Так, немецкий кальвинист Иоганн Альстед опирался также на труды своего современника, философа-иезуита Педру да Фонсека. Реформатский схоласт Джироламо Занчи следовал логике Аквината и признавал божественные имена синонимами, появление которых обусловлено ограничениями конечного человеческого разума. Однако, в отличие от своего предшественника, Занчи не вдавался в логический анализ дистинкций и стремился найти обоснование учения в Священном писании. В основе его учения находятся положения о божественных величии и самодостаточности, выраженных посредством различных имён. Среди известных из Ветхого Завета имён, Иегова в наибольшей степени выражает божественные вечность, простоту и сущность. Простота Бога обозначает с одной стороны его величие и совершенство, а с другой единство, залог надёжности и достоверности его обещаний. Одиннадцать аргументов в пользу простоты предложил Амандус Поланус. В дальнейшем, несмотря на включение простоты в Бельгийское исповедание 1561 года (статья 1, «… существует только один Бог — простая и духовная Сущность»), идея божественной простоты не пользовалась большой популярностью в реформатском богословии.
Сформировавшееся к XVII веку в рамках реформатской ортодоксии учение о Боге в значительной степени основывалось на достижениях средневековой схоластики, но с большей опорой на Библию. Деятели нидерландской «Дальнейшей реформации» обращались к данному учению в связи с потребностями проповедования благочестивой жизни. Лейденский «Синопсис чистейшего богословия» 1625 года помещает в основание учения о божественной простоте Ин. 4:24 («Бог есть дух, и поклоняющиеся Ему должны поклоняться в духе и истине»). Относящаяся к этой фразе обширная экзегетическая традиция связывает простоту с рядом других божественных совершенств. В конце столетия, полемизируя против раннехристианских еретиков-антропоморфитов, антитринитариев-социниан и Гисберта Воеция, различные взгляды обобщил Петрус ван Мастрихт. Его понимание «Quid sit Deus» («чтойности Бога») включало божественную духовность, простоту и неизменность. Ван Мастрихт указывает на места в Евангелии от Иоанна, в которых говорится о Боге как любви, жизни и свете не только конкретно, но и абстрактно, обосновывая простоту как «всемодальную» характеристику Бога. В то же время в Боге нет составности, он Дух и «чистая божественность» (pura deitas). В ремонстрантских символах веры упоминания о простоте отсутствуют по причине отсутствия основания данного учения в Писании и его метафизического характера.
Крупным вызовом для богословов второй половины XVII—XVIII веков стало картезианство, в котором утверждалось существование единственной протяжённой субстанции. Картезианцы отрицали субстанциальные формы, что делало практически невозможными обычные способы рассуждения о Боге. В учении Бенедикта Спинозы, единственная существующая субстанция обладает бесконечным числом атрибутов, но лишь в человечком разуме. Атрибутами, согласно Спинозе, являются представления разума о субстанции. Только мышление и протяжённость доступны пониманию, а остальные сущности в мире являются модусами божественной субстанции. Такой подход, по мнению многих реформатских богословов, приводил к уничтожению любой разницы между Богом и миром. Хотя в реформатской ортодоксии использовали модальную терминологию для обозначения различия между лицами Троицы, столь радикальная трактовка божественной простоты у Спинозы была воспринята современниками как атеизм.

## В современном богословии

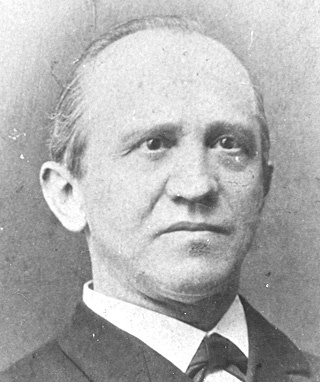
Герман Кремер. Фотография ок. 1890 года

После угасания протестантской схоластики в XVIII веке, вопрос о целесообразности уделения значительного внимания проблеме божественной простоты был вновь поднят в конце XIX века в либеральном протестантском богословии. В 1897 году лютеранин Герман Кремер пришёл к выводу, что в существующем виде учение практически полностью определяется схоластической традицией, не оставляя места откровению Бога через Иисуса Христа. По мнению Крамера, выяснение реальности божественных атрибутов не является важным с точки зрения христианства, вместо того следует тревожиться об чрезвычайно власти греха и смерти в мире. Швейцарский богослов Эмиль Бруннер проводил строгую границу между философским понятием Бога и реальностью Бога во Христе. Считая данные понятия взаимоисключающими, он относил учение о Боге и божественной простоте к философским конструктам относительно Абсолюта, спекуляции вокруг которых только вредят «христианскому» учению о Боге. Обращаясь к истории богословия, Бруннер вслед за Альбрехтом Ричлем указывает на посленикейский период как на время, когда влияние греческой философии стало преобладать над откровением. Вольфхарт Панненберг, не находя причин упрекать ранних Отцов Церкви, находя использование ими греческой философии исторически оправданным, в то же время не может некритически принять философскую доктрину Бога. Причиной такого принятия могло бы стать отождествление Бога Библии с Богом философии, и потому представляет интерес выяснение совместимости двух концепций. Простота и свойства Бога христианства должны определяться иначе, чем в философии. По мнению Панненберга, свободные контингентные действия Бога в мире производят такие свойства Бога, которые он сам для себя избрал.

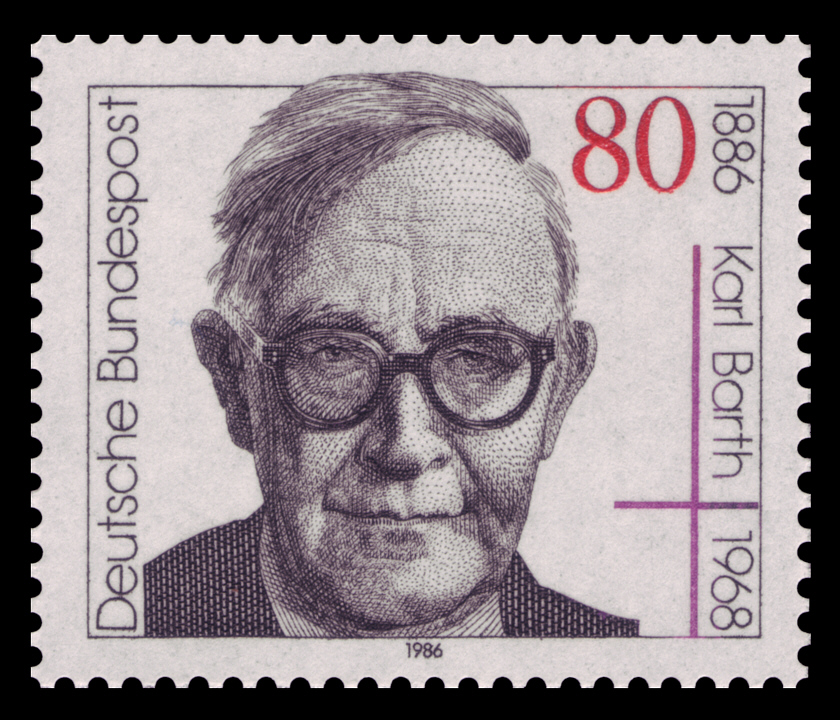
Немецкая почтовая марка, посвящённая столетию Карла Барта, 1986 год

Как отмечает нидерландский богослов Геррит Имминк, сторонников учения о божественной простоте можно разделить на две категории: те, кто поддерживает её на основе логического анализа, и тех, кто приходит к ней с позиций герменевтики. К последним Имминк относит крупных современных протестантских богословов Карла Барта и Корнелиса Мискотта. Барт прибег к догмату с целью обоснования того, что любовь Бога к человечеству Иисуса Христа определяющим образом характеризует вечное бытие Бога. Рассматривая в своей «Церковной догматике» тексты Священного писания, Барт приходит к выводу, что в них Бог никогда не выражает себя противоречивым или двусмысленным образом, его слова всегда выражают его простое существование и характер, Бог прост и потому достоверен и истинен. Говоря о своих предшественниках, обращавшихся к проблеме божественной простоты, от Евномия до Жана Кальвина и Григория Паламы, Барт говорит, что у них догматика «потерялась в логических и математических размышлениях». определяя простоту на основе различения между Богом и творением, богословы прошлого позволили учению стать «самодовлеющим принципом, идолом, поглотившим всё конкретное, стоящее за всеми формулировками». В своём тринитарном богословии Барт использует терминологию единой агентности Бога, выражающего себя через различные модальности, Отца («того, кто повелевает») и Сына («того, кто подчиняется»). По мнению ряда критиков, такой подход проблематичен с точки зрения утверждения единства божественной природы и воли. Барт принимает «тезис идентичности», то есть идею об идентичности Бога каждому из своих атрибутов и атрибутов между собой, но понимает её прежде всего как идентичность между Богом и его явленными действиями в истории спасения. Хотя Бог свободен в своих действиях и самодостаточен, принцип простоты делает его непротиворечивым и заслуживающим доверия. Мискотт, рассуждая сходным образом, не требует соблюдения тезиса идентичности, но его теория единства и единственности Бога также призвана обосновать его правдивость.
Работа Стамп и Крецмана стала этапной и дальнейшие исследования во многом опираются на неё. Современная богословская критика догмата идёт по различным направлениям, основным из которых является анализ с точки зрения создаваемых им проблем для прочих христианских догматов. Американский лютеранский богослов Роберт Дженсон подверг критике взгляды Августина, начав с неправильного понимания гиппонским епископом учения Великих каппадокийцев о различии между понятиями «сущность» (усия, όοσία) и ипостась. В прочтении Дженсона, деятельность Бога в мире представляет собой развёртывание во времени единой усии, действующей посредством взаимоупорядоченных активных отношений между тремя ипостасями. Отрицая различие между данными понятиями, Августин пришёл к принятию платоновского учения о божественной простоте, вневременности и отрицанию реального различения в божестве. Но в таком случае не может быть и динамики для Бога в его творении, что делает бессмысленным в тринитарном смысле библейский рассказ о воплощении. Аналогично, философ Джей Ричардс задаётся вопросом, каким образом рождённый Девой Марией Сын тождественен, например, божественному всемогуществу. До сих пор нет единства мнений о том, относится ли учение о простоте к апофатическому (Брайан Дэвис, Геррит Имминк) или катафатическому богословию, делает ли оно положительные утверждения о Боге или отрицательные. Современный американский богослов Джон Файнберг признал аргументацию Плантинги корректной и добавил, что тождественность Бога его атрибутам нельзя надёжно подкрепить ни одним высказыванием из Библии. Другой американский богослов, Барри Смит (Barry D. Smith) также не видит возможности найти обоснование в Писании, и потому дихотомию между божественной простой и сложностью следует заменить догматом о его единственности и принятием апофатического подхода. Брюс Маккормак из Принстонской богословской семинарии указал на сложность согласования взятых вместе догматов о простоте и бесстрастии с теорией заместительного наказания в искуплении.
Предпринявший детальный анализ учения Фомы о простоте Кристофер Хьюз (Christopher M. Hughes) из Королевского колледжа Лондона пришёл к выводу, что Бог Аквината не может быть триединым. По мнению Брайана Лефтоу (Brian Leftow), простота у Фомы является метафизической теорией, тогда как Троица относится к богословию, и потому не имеет отношения к простоте. В своей книге «Time and Eternity» (1991) Лефтоу, анализируя проблему вечности, обосновал, что если вечная сущность существует, она проста и единственна. С другой стороны, против «богословской нечуткости» при обращении с проблемой божественной простоты предостерегал православный богослов Владимир Лосский, а американский специалист по истории богословия Ричард Мюллер настаивает, что простота всегда обсуждалась ради правильного понимания догмата Троицы и божественных атрибутов. Сторонники социальной модели Троицы (Юрген Мольтман и другие) более правильной считают идею перихорисиса.

## В аналитической философии
Многие авторы признают крайнюю сложность учения о божественной простоте. Как отмечается в «Оксфордском руководстве по философской теологии» (2009), с некоторых пор оно переживает не лучшие дни — «философы и теологи теперь редко говорят о божественной простоте, а когда делают это, то почти всегда критически». Основной причиной изменившегося отношения называют контринтуитивность данной концепции. В 1983 году Рональд Нэш писал, что мало кто понимает, что под ней подразумевается, и почему богословы считают её необходимой. По мнению профессора Квентина Смита, понятие божественной простоты «очевидно самопротиворечиво», факт того, что кто-то его по-прежнему поддерживает, свидетельствует о верховенстве веры над интеллектуальной когерентностью в некоторых христианских кругах. Согласно Элеонор Стамп и Норману Крецману, доктрина божественной простоты сводится к трём постулатам: невозможно, чтобы Бог был физическим объектом и в нём были различимы пространственные или временные части; невозможно, чтобы Бог имел внутренние акцидентальные свойства, то есть все внутренние свойства Бога необходимо субстанциальны; невозможно реальное различие между субстанциональными свойствами Бога. Отсюда вытекает, что не только пропозиция «Бог разговаривает с Каином» является его необходимым свойством, но и производная от неё «Бог начал общаться с Каином в момент времени t1». Более того, становится проблематичной сама возможность Бога взаимодействовать с Каином, поскольку она подразумевает существование и изменение Бога во времени.
Как правило, современные философы, обращаясь к теме божественной простоты, анализируют её в формулировках Фомы Аквинского. Классической работой о возникающих при анализе данного понятия трудностях является статья Алвина Плантинги «Does God Have A Nature?» (1980). В ней он, прежде всего, ссылаясь на Иммануила Канта, отрицает саму возможность рассмотрения вопроса о природе Бога по причине применимости категориального аппарата к явлениям, находящимся вне человеческого опыта. Плантинга упоминает точку зрения Гордона Кауфмана, считающего понятие Бога «проблематичным», поскольку оно никак не соотносится с человеческим опытом, но не согласен с ней, поскольку тот путает понятие «Бог» с набором свойств, ассоциированных с собственно Богом. Тем не менее, аргументы Кауфмана применимы к проблеме познаваемости «реального референта» данного понятия. Далее, Плантинга отделяет свой подход от методов апофатического богословия, то есть выяснение того, чем Бог не является. Поскольку к Богу не применимы любые мыслимые понятия, то нельзя о нём сказать ни что он мудр, ни что он всемогущ или является создателем мира. Более того, даже утверждение о том, что Бог превосходит любой человеческий опыт является неверным, равно как и то, что наши концепции к нему не применимы. По его мнению, исторически постановка вопроса о божественной простоте призвана обосновать «интуицию суверенитета и самодостаточности» (англ. sovereignty-aseity intuition). Плантинга указывает на две связанные с концепцией божественной простоты трудности: уловить её суть и, уловив, понять стоящую за ней мотивацию — зачем кому-либо надо верить в то, что Бог тождественен, например, благости. Действительно, Фома Аквинский имел причины ввести простоту с целью обоснования божественных самодостаточности и суверенитета, и его аргументация справедлива. Но на основании чего Аквинат заявляет, что объект зависит от своих свойств? В схоластическом реализме атрибуты реальны, и в таком случае не может быть Бога без «благости», или с какой-то иной «благостью». И также невозможно, чтобы Бог существовал, но не существовали его атрибуты. Тем не менее, сложно вообразить, чтобы такие абстракции, как натуральное число, зависели от существования Бога. В результате, если следовать Фоме Аквинскому, Бог тождественен некоторым абстракциям, при том, что существует множество других, независимых от него, и при том не умаляющих его суверенитет. Из всего сказанного Плантинга делает вывод, что в данном случае следует считать более справедливым номиналистический подход, допускающий существование только конкретных экземпляров объектов, но не их абстрактных свойств (универсалий). Возвращаясь к основному вопросу, и принимая тезис о том, что у Бога нет акцидентальных свойств, а только субстанциальные, Плантинга видит две проблемы в том, Бог совпадает со своими различными свойствами: первая состоит в том, что различные свойства, как следствие, должны быть идентичны друг другу и, во-вторых, Бог в таком случае является самоэкземплифицированным свойством, что кажется неверным. Относительно первой проблемы Плантинга предполагает, что Фома имел в виду в качестве атрибутов не «мудрость» или «любовь» вообще, а именно «божественную мудрость» и «божественную любовь» — такие конструкты в аналитической философии называются «положениями дел». Такого рода пропозиции считаются логически эквивалентными, если они одновременно истинны. Как следствие, сам Бог становится положением дел, то есть, будучи мудрым, он является положением дел, состоящим в том, что Бог мудр. Это звучит довольно абстрактно и представляется противоречием тому, что Бог есть личность. Таким образом, заключает Плантинга, томистский подход является полностью неприемлемым.
Работа Плантинги привела к оживлению дискуссии вокруг проблемы божественной простоты, и в последующие десятилетия было высказано множество аргументов против данной концепции. Первая попытка опровергнуть выводы Плантинги была предпринята профессором Уильямом Э. Манном (William E. Mann) из Вермонтского университета. В серии статей, опубликованных в начале 1980-х годов, он предположил возможность построить убедительную теорию эквивалентности Бога его атрибутам и эквивалентности атрибутов между собой, не прибегая к языку положений дел, то есть в классической формулировке принципа божественной простоты, в строгой форме выглядящим как

Если внутреннее предицирование типа «Бог есть F» истинно, то божественная F-ность существует и является тождественной Богу.

Брайан Лефтоу уточняет, что в данном случае подразумеваются только «реальные», а не «простые кембриджские» атрибуты. Данный подход, являющийся по сути томистским, приводит к пониманию Бога как простого абстрактного понятия — возможно, слишком простого. В статье 1982 года Манн отказывается признать обоснованность утверждения Плантинги о том, что свойство не может быть субъектом. Манн проанализировал тезис американского философа Джеймса Росса («Philosophical Theology», 1969) о том, что если каузальные условия F-ности некоего х те же, что и G-ности того же х, то F-ность х = G-ности х. И, поскольку для Бога каузальные условия всемогущества и всеведения одни и те же, можно сделать вывод, что всемогущество Бога равно его всеведению. Манн не согласен с утверждением Росса, приводя в пример атом водорода, чьи спектральные и химические свойства имеют одну причину, но, очевидно, не тождественны друг другу. По его мнению, проблему решает добавление для равенства требования, чтобы F-ность х и G-ности х имели одинаковые каузальные потенции, то есть экземплифицировались в одном и том же объекте во всех возможных мирах, где этот объект существует. Тогда, постулировав, что божественные всеведение и всемогущество вызывают одни и те же следствия, мы приходим к их равенству. В последующих статьях Манн воспользовался своими выводами для обоснования таких выводов о природе Бога, как его вневременности, и, независимо от того, его неизменности. Таким образом, у Манна Бог тождественен не атрибутам как таковым, а именно своим мудрости, вечности и т. д. Резюмируя выводы Манна, профессор Томас Моррис из Университета Нотр-Дам указал ряд отличий между классическим подходом со свойствами (property view) и предпочтённым Манном экземплифицированным подходом (property instance view). Кратко, в обоих из них у Бога есть ровно одно реальное свойство, но в первом случае Бог ему идентичен, а во втором — является его экземпляром. Однако, традиционно некоторые свойства Бога, например его решение создать мир или вступить с кем-либо в общение, считаются контингентными. Другое возражение связано с традиционным для теизма представлением о супервентности (взаимосвязи) различных наборов божественных атрибутов, которые логически сложно свести к одному.
Элеонор Стамп и Нормана Крецмана (1985) проанализировали совместимость понятий божественной простоты и свободы воли. Исследователи указывают, что привязка Бога к единственному набору исторических событий лишает его возможности выбора, если свершившиеся события считать его необходимыми свойствами. Если это так, то у Бога есть необходимые свойства, появившиеся в нём по его выбору, что представляется невозможным. По мнению исследователей, нет противоречия в том, чтобы необходимые свойства простого Бога, такие как всемогущество и всезнание, различные термины для описания одного и того же объекта, но не получается таким же образом поступить со свойствами, появившимися по свободному выбору Бога. Согласно предложенному Фомой Аквинским решению, все божественные решения одновременно свободны и условно необходимы, разница между обоими вариантами не указывает на реальное различие в природе Бога и не противоречит контингентности в сотворённом им мире. При таких условиях представляет сложность объяснение контингентности акта сотворения мира: его нельзя признать акциденцией, и нельзя сказать, что акту творения предшествовал выбор, поскольку до создания мира не было времени. Нет логических причин, по которым мир обязательно должен был быть создан, но в силу того, что он был создан, не возможно, чтобы Бог не желал создавать мир. Таким образом, контингентность событий обеспечивается, в современной терминологии, не множеством совершенно различных возможных миров, но их определённого подмножества, полученного ветвлением мировых линий из единственного начального состояния (initial world-state). В результате для учения о простоте верна следующая ослабленная формулировка: при любом выборе возможного мира с допустимым начальным состоянием природа Бога полностью и неизменяемо определена, что есть следствие простого вневременного акта волеизъявления, который Бог благовозжелал в данном начальном начальном состоянии мира. Как следствие, Бог не является одним и тем же в каждом из возможных миров, но не имеет внутренних различий в каждом конкретном из них. Свои выводы о божественной простоте Стамп и Крецман помещают в широкий философский и богословский контекст. По их мнению, исходя из тождества «Бог есть благо», данная доктрина может выступать более надёжным, чем прочие, обоснованием морали и теодицеи. Применительно к вопросу о существовании Бога, простота даёт дополнительную аргументацию к космологическому аргументу, дополняя его стандартное обоснование через закон достаточного основания.